# Itame distinctaria
Itame distinctaria là một loài bướm đêm trong họ Geometridae.